# Stardust (film 2007)
Stardust è un film del 2007 diretto da Matthew Vaughn e basato sull'omonimo romanzo di Neil Gaiman.

## Trama
Il giovane Dunstan Thorn, eludendo la sorveglianza dell'anziano guardiano del muro di pietra che separa il mondo umano ordinario da quello sconosciuto e magico del regno di Stormhold, riesce ad entrare in quest'ultimo. Qui conosce la giovane principessa Una, tenuta prigioniera da una strega che si sposta su un carro ambulante di mercato in mercato, che gli dona un bucaneve di vetro in cambio di un bacio. Dopo una notte passata insieme i due concepiscono un bambino, che viene consegnato a Dunstan dal guardiano del muro nove mesi dopo, dicendogli che il suo nome è Tristan.
Cresciuto nel villaggio di Wall nell'Inghilterra vittoriana, Tristan si invaghisce di Victoria, ragazza egocentrica e calcolatrice fidanzata con il pomposo Humphrey. Nel frattempo, nel regno di Stormhold, il re è in fin di vita e chiama al proprio capezzale i figli maschi per discutere della successione al trono. Il sovrano, astuto e senza scrupoli, prima di morire decreta che il trono spetterà di diritto all'erede maschio che entrerà in possesso per primo del suo rubino, lanciando poi la pietra preziosa tra le stelle: il gioiello ricade sulla terra dopo essersi scontrato con una stella, che precipita anch'essa. Tristan e Victoria osservano la caduta del corpo celeste e il ragazzo, per fare colpo su di lei, le promette che le porterà quella stella come pegno d'amore.
L'astro cadente nel frattempo, dopo essere atterrato nel regno di Stormhold, assume le fattezze di una bellissima ragazza di nome Yvaine, con indosso il gioiello del re. Siccome il cuore di una stella in forma umana, nel regno di Stormhold, garantisce eterna giovinezza e immortalità a chi ne entra in possesso, la giovane diventa l'obiettivo sia di una triade di vecchie streghe sorelle, Lamia, Mormo e Empusa, nonché degli eredi al trono del regno, Septimus e Primus, unici due dei sette figli del re rimasti in vita e alla ricerca del rubino che la ragazza porta al collo (gli altri cinque si sono uccisi a vicenda e i loro spettri sono condannati a seguire i superstiti finché l'ultimo erede reale non prenderà il gioiello e diventerà sovrano); delle tre megere è Lamia a partire alla ricerca di Yvaine, dopo essere tornata giovane con ciò che è rimasto del cuore della precedente stella. Tristan nel frattempo, essendo la stella caduta oltre il muro e non riuscendo ad eludere la sorveglianza del guardiano, usa una Candela di Babilonia (un artefatto che consente a chi la usa di trasportarsi nel luogo desiderato e che Una aveva consegnato a Dunstan con il figlio neonato) e viene trasportato nel luogo dove l'astro è atterrato; dapprima cerca di portare Yvaine al di là del muro per consegnarla come regalo a Victoria, ma in seguito ne assume le difese dopo che le stelle gli mostrano in sogno il destino della loro precedente sorella, che venne uccisa quattrocento anni fa' dalle tre streghe quando giunse a Stormhold in forma umana.
Il ragazzo salva Yvaine da un attacco di Lamia (durante il quale il principe Primus rimane ucciso) e i due usano ciò che resta della Candela di Babilonia per sfuggire alla strega, finendo tra le nuvole (luogo pensato da Yvaine), dove vengono catturati da un gruppo di pirati su un veliero volante, comandato da Capitan Shakespeare (che ha scelto questo nome in onore del celeberrimo drammaturgo); quest'ultimo, a dispetto della fama di pirata feroce e spietato che si è voluto costruire, è in realtà un uomo molto gentile e fa amicizia con Tristan e Yvaine, insegnando al primo la scherma e alla seconda la danza. Dopo aver lasciato la nave del capitano, i due giovani si confessano il loro reciproco amore; Tristan decide perciò, dopo essersi fermati a trascorrere la notte ad una locanda, di portare una ciocca di capelli di Yvaine a Victoria, per dirle che non è più interessato a sposarla dato che ormai è innamorato della stella: quando però l'indomani arriva a Wall, la ciocca si trasforma in polvere di stelle e Tristan capisce che Yvaine morirà se dovesse attraversare il muro, precipitandosi indietro per salvarla.
Nel frattempo Yvaine scopre che Tristan è scomparso e, pensando che l'abbia abbandonata per Victoria, si dirige sconsolata verso la breccia del muro, dove incrocia Uggiosa Sal (la fattucchiera che tiene prigioniera Una, la quale era stata creduta morta anche dai suoi fratelli, che si rivelano i figli del re) e Lamia, che uccide la prima; la strega porta quindi Yvaine e Una nella propria dimora con l'intenzione di estirpare il cuore alla prima e di schiavizzare la seconda. Tristan, arrivato alla breccia del muro e messo al corrente dell'accaduto dal guardiano, corre al palazzo delle streghe dove incontra il principe Septimus, giunto in ritardo sui tempi: i due, pur non fidandosi l'uno dell'altro, decidono di entrare nell'edificio insieme.
Una volta posta Yvaine sul tavolo sacrificale dalle due sorelle della strega, nel castello irrompono Tristan e Septimus, mentre Una resta chiusa fuori dalla dimora: Septimus uccide Empusa e Tristan giustizia Mormo. Lamia elimina Septimus con una bambola vudù e si scontra direttamente con Tristan, cercando però di non ucciderlo prima di aver estirpato il cuore ad Yvaine poiché, se morisse, esso si spezzerebbe e sarebbe inutilizzabile; la stella allora chiede a Tristan di stringerla e di chiudere gli occhi, illuminandosi e investendo con tutto il proprio bagliore la strega, uccidendola.
Ricongiuntosi con la madre, Una rivela a Tristan che, in quanto suo figlio, è l'ultimo erede maschio del regno di Stormhold e, preso in consegna il rubino da Yvaine, viene incoronato sovrano assieme alla stella, mentre i fantasmi dei principi scompaiono; Una e Dunstan in seguito si ritrovano e si sposano anch'essi. Dopo ottant'anni di regno, Tristan e Yvaine usano la Candela di Babilonia per ascendere al cielo, vivendo per sempre felici e contenti insieme sotto forma di stelle.

## Produzione

### Sviluppo
Nel 1999 Miramax opzionò il romanzo fantasy Stardust, dello scrittore Neil Gaiman, al fine di realizzarne una trasposizione cinematografica. Tuttavia, dopo alcuni ritardi della produzione, la cosa si risolse con nulla di fatto ed i diritti tornarono a Gaiman.
Successivamente, Gaiman coinvolse il regista Terry Gilliam ed il produttore Matthew Vaughn. Dopo che Gilliam abbandonò il progetto in favore de I fratelli Grimm e l'incantevole strega, anche Vaughn lo seguì, preferendo dirigere The Pusher. Gaiman e Vaughn tornarono in trattative dopo che questi abbandonò la regia di X-Men - Conflitto finale e, nel gennaio 2005, Vaughn acquisì i diritti cinematografici dell'opera. Ad ottobre 2005, accettò di dirigere e produrre Stardust per Paramount Pictures, con un budget di circa 70 milioni di dollari.

#### Sceneggiatura
Durante la creazione dell'audiolibro di Stardust, Gaiman si rese conto che, anche se il film avesse cercato di essere quanto più possibile fedele al romanzo, avrebbe fallito nell'intento per via di una durata proibitiva (quasi 10 ore e mezza) e del tono serio del romanzo, i cui temi trattati lo rendevano praticamente una "favola per adulti". Ha dato quindi il beneplacito a Vaughn e Jane Goldman di accorciare la vicenda e di aggiungere tocchi di humor alla sceneggiatura. Il regista ha descritto questa versione di Stardust come "La storia fantastica con lo spirito di Prima di mezzanotte". Riguardo alle differenze tra il romanzo e il film, Gaiman ha dichiarato: "Ritengo che la mia esperienza nel campo dei fumetti sia stata veramente utile, perché ora, nella mia testa, credo che [il film] sia la versione Terra-Due di Stardust. È solamente un'altra versione di Stardust, un universo parallelo con Robert De Niro ed altri elementi. Ho anche incontrato delle persone che hanno amato il film ed erano scontente che nel libro non ci fossero delle cose che Vaughn aveva inventato".
Per i nomi delle streghe, assenti nel libro, Vaughn e Goldman si sono ispirati alle altre opere di Gaiman, The Books of Magic (per Empusa) e Neverwhere (per Lamia).

#### Casting
Nel marzo 2006, sono entrati nel cast Robert De Niro, Michelle Pfeiffer, Claire Danes, Charlie Cox e Sienna Miller. Vaughn ha scelto personalmente Danes, Cox e Pfeiffer, mentre le sue due scelte per il ruolo di Capitan Shakespeare erano De Niro e Jack Nicholson. Stephen Fry era entrato in trattative per il medesimo ruolo, ma Vaughn ha scelto De Niro al suo posto.
Il ruolo di Yvaine è stato inizialmente offerto a Sarah Michelle Gellar. Anche dopo che Cox aveva passato il provino per interpretare Tristan, Vaughn ha preferito non confermarlo nel ruolo finché non fosse comprovata la sua alchimia con l'interprete di Yvaine.
Quintus avrebbe dovuto essere interpretato dal comico Noel Fielding, ma, in seguito ai problemi di salute di quest'ultimo, è stato rimpiazzato da Adam Buxton.

### Riprese

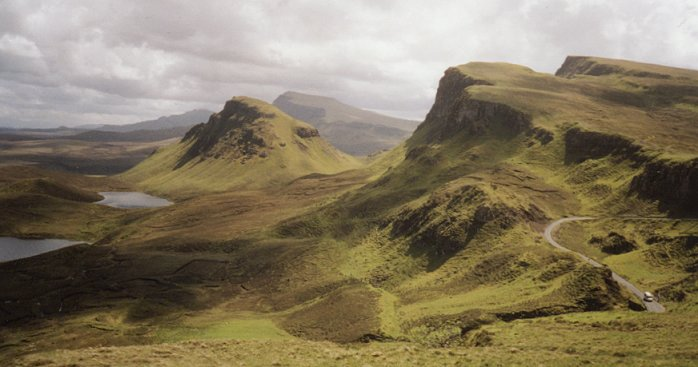
Quiraing, Isola di Skye, tra le location del film

La lavorazione del film è cominciata ad aprile del 2006 ai Pinewood Studios di Londra. Le riprese si sono svolte anche a Wester Ross, in Scozia, all'isola di Skye, ed in Islanda. Le parti esterne del villaggio sono state riprese nel paese inglese di Castle Combe nelle Cotswolds.
Le riprese sono terminate il 13 luglio 2006.

## Colonna sonora
I titoli di coda del film sono accompagnati dalla canzone dei Take That Rule the World, assente nell'edizione CD. Nei trailer americano e inglese è presente l'inizio strumentale di Eradication Instincts Defined, della band black metal norvegese Dimmu Borgir.
Preludio 2 in do minore dal primo libro de Il clavicembalo ben temperato di Johann Sebastian Bach è stato adattato per la prima parte della scena riguardante la locanda di Lamia. L'Opus 46, No. 6 in Re maggiore dalle Danze slave di Antonín Dvořák è stato adattato per la scena di ballo a bordo del veliero volante. Galop infernal (più comunemente noto come can-can) di Orfeo all'inferno di Jacques Offenbach è presente durante il combattimento tra gli uomini del capitano Shakespeare e quelli di Septimus.
1. Prologue (Through the Wall) – 3:45
2. Snowdrop – 2:46
3. Tristan – 0:40
4. Shooting Star – 3:26
5. Three Witches – 2:42
6. Yvaine – 2:48
7. Septimus – 1:22
8. Creating the Inn – 1:58
9. Lamia's Inn – 8:04
10. Cap'n' Shakespeare – 1:27
11. Flying Vessel – 3:41
12. Cap'n's At The Helm – 1:01
13. Tristan & Yvaine – 2:05
14. Pirate Fight – 2:03
15. The Mouse – 2:25
16. Lamia's Lair – 3:57
17. Lamia's Doll – 1:41
18. Zombie Fight – 1:08
19. The Star Shines – 3:21
20. Coronation – 2:32
21. Epilogue – 0:52

## Distribuzione
Il film è uscito nelle sale statunitensi il 10 agosto 2007 (dopo un'anteprima a Los Angeles il 29 luglio). In Italia è stato distribuito il 12 ottobre 2007 da Universal Pictures; la direzione del doppiaggio è di Massimiliano Manfredi e l'adattamento dei dialoghi di Ruggero Busetti, per C.V.D.

## Accoglienza

### Critica
Su Rotten Tomatoes, il film è stato promosso dal 77% delle 197 recensioni professionali con un voto medio di 6,8 su 10; il consenso generale del sito recita «Un'interpretazione fedele che cattura la giocosità, l'azione e l'umorismo eccentrico di Neil Gaiman,  Stardust si destreggia tra più generi e toni per creare un'esperienza fantastica». Su Metacritic, il film ha un punteggio di 66/100 basato su 33 recensioni professionali.
Roger Ebert lo ha definito un film divertente e gli ha dato una valutazione di 2,5 stelle su 4, ma ne ha criticato il ritmo, giudicandolo disordinato e dispersivo. Bruce Diones di The New Yorker lo ha definito «più sorprendente ed efficace del tipico spettacolo per bambini». John Anderson di Variety ha scritto: «Cosparso di umorismo ironico, battute abbastanza per adulti e alcuni volti noti che si comportano in modo molto sciocco, questa storia avventurosa dovrebbe avere un fascino particolare per i fan di La storia fantastica, ma in ogni caso non verrà mai scambiato per un film rigorosamente per bambini»; Anderson ha elogiato la Pfeiffer per il suo tempismo comico, e ha definito la performance di De Niro «avvincente come un incidente d'auto»; ha inoltre affermato che la storia d'amore è la parte meno avvincente del film, ma lo slancio della storia e l'umorismo lo tengono insieme.
Stephen Holden del The New York Times ha scritto: «Michelle Pfeiffer è Lamia, una strega deliziosamente malvagia come mai prima d'ora» e ha suggerito dovrebbe essere al centro del film; Holden ha affermato il casting di Danes è stato sbagliato, e descrive la performance di De Niro come «un pezzo ispirato di folle divertimento, o un imbarazzante imbarazzo». Michael Dwyer di The Irish Times descrive il film come «piacevole nel suo essere stravagante, ma gravato da eventi slegati, e avrebbe dovuto essere sottoposto a tagli più rigorosi nella camera di montaggio»; Dwyer critica i dissonanti camei di Gervais e De Niro, e come Holden afferma che Danes non è in parte, ma loda la Pfeiffer dicendo che dà al film «il bacio della vita». Dan Jolin di Empire lo ha definito «irregolare ma molto divertente, che trasporta un sacco di umorismo nero in una storia fiabesca dolce se non sciocca».
Glenn Kenny di Premiere l'ha definita «una fantasia strabiliante ed elaborata che viene attraversata dall'adrenalina e dall'atteggiamento del film d'azione». Time Out ha paragonato il film a I banditi del tempo e La storia fantastica, affermando però che «manca dell'originalità del primo e del cuore di quest'ultimo». Tim Robey di The Telegraph ha scritto: «C'è una spudorata vena romantica qui, abbastanza benvenuta in un genere mirato ai ragazzi che di solito punta sul fatto che le battaglie sono fantastiche e che l'amore è per i buoni a nulla». Philip French di The Observer ha affermato che il film «fallisce su tutti i livelli», e riferendosi a una scena con De Niro ha dichiarato che «mette a nudo nuove profondità di imbarazzo nel campo». Deborah Ross di The Spectator ha definito il film «un enorme e familiare mucchio di nulla che potrebbe piacere ai bambini di sei anni e ai nerd del fantasy, ma questo è tutto». Al contrario, David Germain di Associated Press lo ha inserito alla posizione numero 7 tra i migliori film del 2007.

### Incassi
Stardust, costato circa 70000000 $, ha incassato in totale 137515140 $.

## Riconoscimenti
- 2007 - Phoenix Film Critics Society Awards[34]
  - Miglior film passato inosservato
- 2008 - Saturn Award[35]
  - Candidatura per il Miglior film fantasy
  - Candidatura per la Miglior attrice non protagonista a Michelle Pfeiffer
  - Candidatura per i Migliori costumi a Sammy Sheldon
- 2008 - Empire Awards[36]
  - Miglior sci-fi / fantasy
- 2008 - GLAAD Media Award[37]
  - Miglior film della grande distribuzione
- 2008 - Premio Hugo[38]
  - Miglior rappresentazione drammatica, forma lunga